# Дзьобничка ніжненька
Дзьобничка ніжненька (Rhynchostegiella tenella) — вид мохів порядку гіпнобрієвих (Hypnales).

## Поширення
Ареал охоплює такі частини світу: Європа, Північна Африка, Азія.
Піонер каменю.